# Гамбургер Гомеса
Гамбургер Гомеса или IRAS 18059-3211 — астрономический объект, находящийся на расстоянии около 900 световых лет от Земли, в созвездии Стрельца. Объект назван в честь чилийского астронома Артура Гомеса, который впервые наблюдал его в 1985 году.

## Структура объекта
Гамбургер Гомеса считается молодой звездой, окружённой протопланетным диском. Первоначально, когда его обнаружили, считали, что это планетарная туманность, находящаяся на расстоянии 6500 световых лет от Земли. Однако новые наблюдения показали, что этот объект — молодая звезда, окружённая протопланетным диском, находящаяся на расстоянии 900 световых лет.
Фотографии, на которых он был обнаружен, были получены в Межамериканской обсерватории Серро-Тололо в Чили. На фотографиях объекта была тёмная полоса, но её точную структуру трудно было определить. Сама звезда имеет температуру поверхности около 10 000 кельвинов.
«Булочки» — это пыль, отражающая свет, а «гамбургер» — тёмная полоса пыли посередине.